# Hulda Marie Bentzen
Hulda Marie Bentzen (18. prosince 1858, Bergen – 16. října 1937) byla raná profesionální norská fotografka, která založila ateliéry v Bergenu a Vossu.

## Životopis
Bentzen se narodila 18. prosince 1858 v Bergenu a byla dcerou námořního kapitána Einara Bentzena (1824–1876) a Karen Bertine Gullaksen. Poté, co se naučila fotografii u Maxe Behrendse (1839–1903), založila v roce 1886 firmu v Bergenu. Zdá se, že firmu převzal Justus Lockwood na počátku 20. století, když založila firmu ve Vossu. V roce 1918 svou firmu prodala, ale ještě dlouho pak pokračovala v reprodukci starých děl. Také vytvářela pohlednice. Bentzen získala medaili na výstavě v Bergenu v roce 1898.
Bentzen se stala součástí rostoucího počtu norských fotografek, které v Norsku zakládaly fotografická studia. Růst byl umožněn změnou zákona v roce 1866, která umožnila ženám podnikat. Encyklopedie fotografie devatenáctého století novou skupinou fotografek pohrdá, ale o několika se zmiňuje. Mezi další patří Marie Høeg v Hortenu, Louise Abel v Christianii, Louise Wold v Holmestrandu, Augusta Solberg v Lillehammeru a Bentzenu nebo Agnes Nyblin v Bergenu.

## Galerie

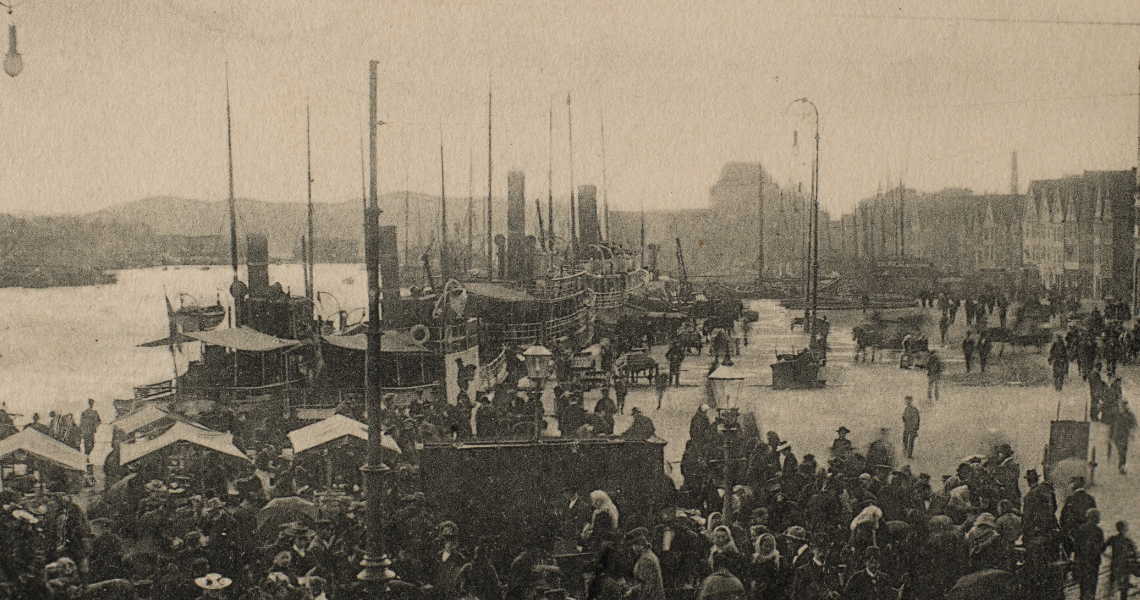
Bergenský rybí trh a Tyskebryggen
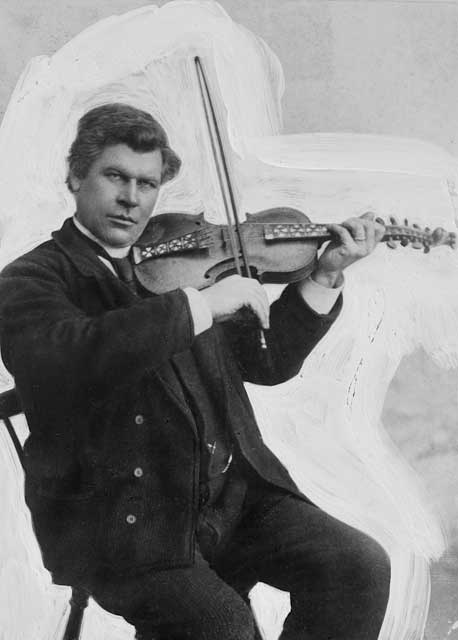
Sjur Helgeland s houslemi
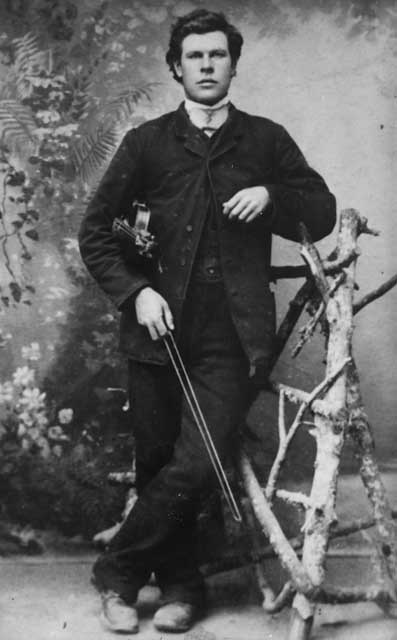
Sjur Helgeland, houslista a skladatel
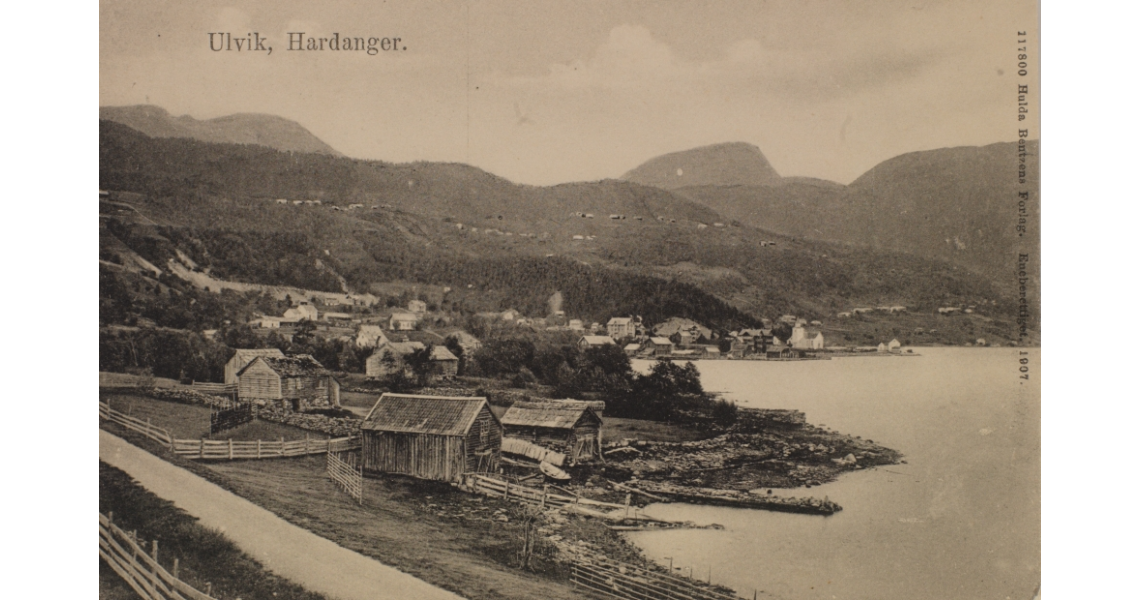
Pohlednice Ulvik, 1907